# 無政府龐克
無政府龐克（英語：Anarcho-punk/anarchist punk）是指推廣無政府主義的朋克搖滾。一些人會以其代指任何带有無政府主義成分的龐克，比如出現了有關歌詞的地殼龐克、硬核朋克、民謠龐克。

## 歷史

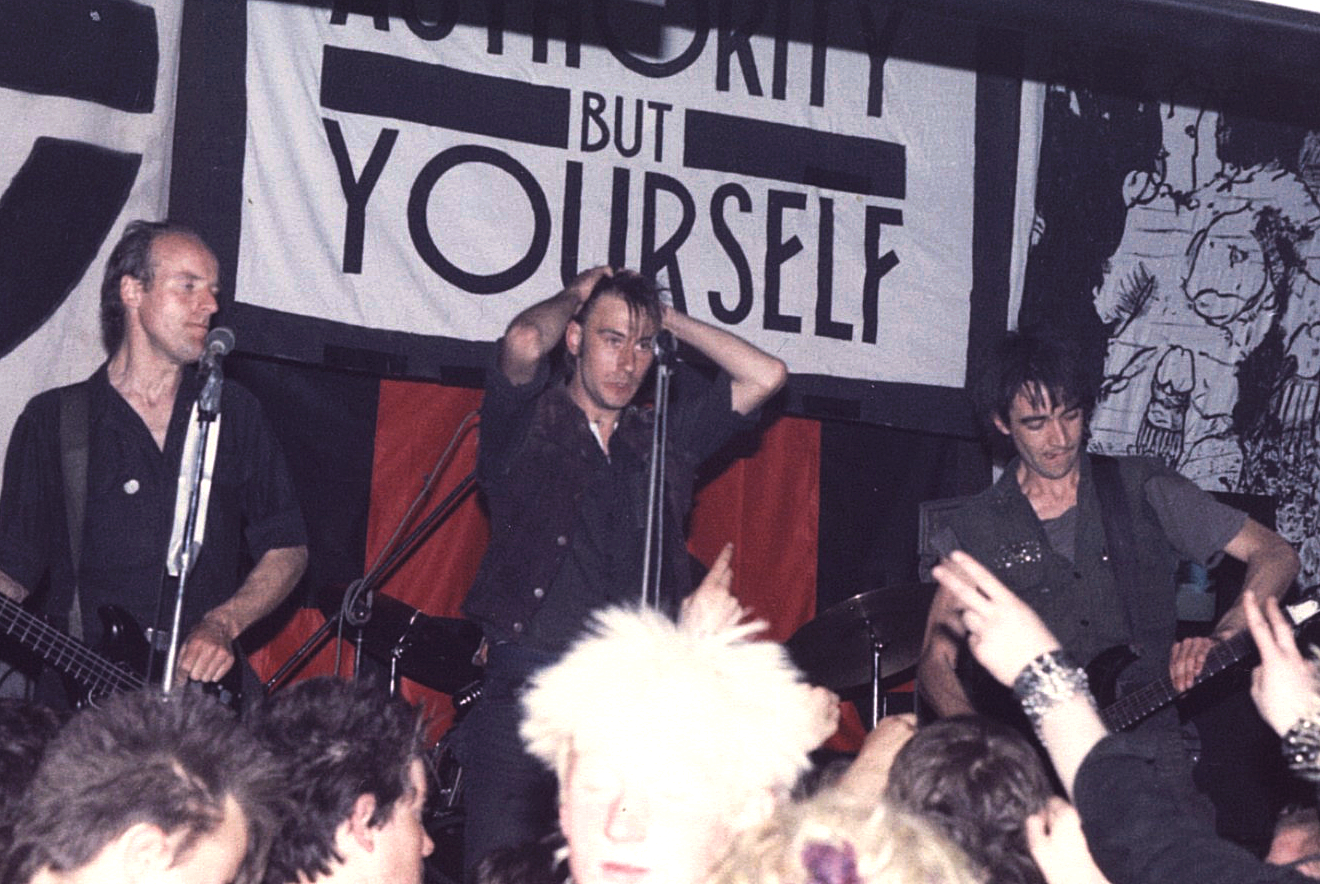
克拉斯於1984年的演出。它在往龐克文化引入無政府主義理念這件事上擔當重要角色。

### 1977年以前
一些1960年代後期的前朋克樂隊成員信奉無政府主義。比方說德國藍調搖滾樂隊陶瓷、石頭和碎片便出現有關情況；鷹族雄風樂團、粉色仙子、叛逆者（The Deviants）、埃德加·布劳顿乐队（Edgar Broughton Band）等英國地下樂隊也有人信奉之。該些樂隊跟底特律的MC5一起開創把搖滾跟激進政治理念結合起來的先河，並向公眾注入了搖滾可傳達社會政治信息的理念。激浪派、达达主义、垮掉的一代 、愤怒的青年、情境主义国际、核裁军运动、五月风暴等前衛藝術與政治運動，亦為無政府龐克的前身。死肯尼迪乐队的潔洛·比亞弗拉稱，易皮士影響了他的行動和思考方式。

### 1977年以後
1970年代，英国民众对无政府主义的兴趣因朋克搖滾的出現而大增。情境主义藝術家杰米·里德為性手槍設計的各類推廣作品，以及樂隊的首張單曲《英國無政府狀態》，皆推動了有關情況的出現。不過，早期龐克挪用無政府主義意象的原因並不在於推廣無政府主義，而是為了其所帶來的喜劇感或衝擊感，少部分則以此表達對享樂式自由的追求。克拉斯跟毒女孩可能是首批認真地傳達无政府主义理念的樂隊。他們以所賺得的錢租了一處空間，並把之命名為沃平自治中心。此一舉動启发了倫敦其他靠著佔地得來的自治社區中心，比如舊肯特路（Old Kent Road）的救護站、伊比利亚中心、上街（Upper Street）的茉莉咖啡馆（Molly's Café）、高貝里及伊斯靈頓站对面的賓果遊戲廳。无政府龐克的理念及審美很快就為一些樂隊所接受，包括流动粉色印度人（Flux of Pink Indians）、亞人類（Subhumans）、衝突（Conflict）。
這股浪潮於1980年代早期來到了利兹。當地主打這種風格的樂隊有磨輪（Abrasive Wheels）、被逐者（The Expelled）、標誌A.D.（Icon A.D.）。春巴旺巴亦於此時創立，不過沒過多久，它的聚焦點就由无政府主义轉移至對抗性政治活動。儘管他們持反對企業的立場，但最後還是跟EMI簽訂了合約，使得他們1997年的單曲《怦然心动》（Tubthumping）能夠躋身於英國單曲排行榜第2位。
除了上述樂隊外，部分地殼龐克樂隊也加入了無政府龐克的風格，比如反宗派（Antisect）、反体系（Anti System）、亵渎（Sacrilege）、阿米比斯。像狂獸屍身樂團、死亡汽油弹、極端噪音恐怖般的早期英國輾核樂隊同樣參與了1980年代的無政府龐克浪潮，不過他們亦開始接受其他音樂風格，比如极端金属、美式激流核。

## 意識形態
一般而言，無政府龐克樂隊會跟無政府主義的古典學派劃界，包括集體無政府主義、無政府工團主義、無政府共產主義。再加上他們偏向於和平主義的特點，皆使得他們跟當時眾多無政府主義運動沾不上邊。該些樂隊大多支持動物權利、勞工權利、反戰運動，反對大企業。
無政府龐克的參與者對於龐克運動的主流，乃至青年文化有所批判。像死甘迺迪和克拉斯般的樂隊曾寫出批評大企業利用龐克文化的歌曲；他們亦在作品當中抨擊光头党、地板舞者、出賣自己的人、龐克當中的暴力成分。
儘管龐克文化跟嬉皮士呈敵對狀態，但嬉皮士反文化的理念卻對無政府龐克產生了一定影響。克拉斯明确表示他们跟嬉皮士反文化是有關的。

### 直接行動
無政府龐克的參與者一般支持直接行動，不過實踐方式千差萬別。儘管他們的策略各有不同，但他們一般都會互相合作。由於參與者大多為和平主義者，故此他們會以非暴力手段去達至目的，包括非暴力抵抗、拒絕工作、佔屋、破坏经济、垃圾搜尋、塗鴉、文化干擾、免費素食主義、杯葛、公民不服從、黑客行動主義、恶搞商业和政治广告。另一些參與者則接受以暴力或毀壞他人財產的方式來改變社會。比如說參與骚乱、破壞、切斷电线、阻礙猎杀動物者，乃至黑群式行動、放置炸彈。许多无政府主义者認為暴力一詞並不適用於毀壞他人財產，因為這樣做的目的並不在於操控他人或機構，而是在於控制物件。

### DIY龐克倫理
不少無政府龐克樂隊支持DIY倫理。他們為此創造了一句反對大型唱片公司的口號：「要DIY，不要EMI」。

## 曲風與美學
無政府龐克乐队往往不太注重特定的音乐表达形式，反而較注重整體上的美感——创作过程、专辑、現場佈置、政治信息、乐队成员的生活方式，統統都是側重點。克拉斯将封面設計者和效果製作人員列為樂隊成員，因為他們認為傳達的信息比起音樂本身更為重要。龐克美學並不介意手段和技術力的多寡優劣，當事人仍可籍著有限的手段來表達自己，創作出動人而嚴肅的作品。乐队的歌詞沒有按著一般搖滾慣例創作的情況並不罕見，但例外還是有的，比方說查巴旺巴的後期歌曲能夠兼及無政府龐克和流行音樂兩者的元素。
像克拉斯、衝突、查巴旺巴般的樂隊會同時採用男女主唱。

## 延伸閱讀
- Avery-Natale, Edward Anthony. . Lexington Books. 2016-03-03. ISBN 978-1-4985-1999-1 （英语）.
- Donaghey, Jim. . Anarchist Developments in Cultural Studies. 2013, 0 (1)  [2020-08-01]. ISSN 1923-5615. （原始内容存档于2020-07-29） （英语）.
- Glasper, Ian. . PM Press. 2014. ISBN 978-1-60486-988-0.[]
- Gosling, Tim. . Bennett, Andy; Peterson, Richard A.  (编). . Nashville: Vanderbilt University Press. 2004: 168–183. ISBN 978-0-8265-1450-9.
- Roby, David.  (学位论文). Texas A&M University. 2013  [2020-08-01]. （原始内容存档于2020-07-29） （英语）.
- Thompson, Stacy. . State University of New York Press. 2004. ISBN 978-0-7914-6187-7.

## 外部連結
- A critical look at anarcho-punk （页面存档备份，存于）
- Crass Documentary Trailers & download
- Death To The World （页面存档备份，存于） Orthodox Christian Punk 'Zine.